# Rahova
Rahova (o Rachova) è un quartiere a sud-ovest di Bucarest, nel Settore 5, a ovest del fiume Dâmbovița, in Romania.

## Origine del nome
Il nome del quartiere deriva dalla vittoria ottenuta a Rahova dagli eserciti romeni, il 9 novembre 1877 .

## Storia
Nato come insediamento slavo posto sulla sponda settentrionale del Danubio, divenne avamposto dell'Impero bizantino e del Regno d'Ungheria. Venne occupato dai Turchi alla fine del XIV secolo. Assediato durante la crociata del 1396, fu espugnato e il suo governatore fu trucidato.